# フォルカー・シュミット＝ゲルテンバッハ
フォルカー・シュミット＝ゲルテンバッハ（Volker Schmidt-Gertenbach、1941年12月28日 - ）は、ドイツの指揮者。
ヴィッツェンハウゼン出身。1974年から1989年までゲッティンゲン交響楽団の首席指揮者を務め、1981年から1984年までスタヴァンゲル交響楽団の首席指揮者も兼任した。